# Ballenknijper

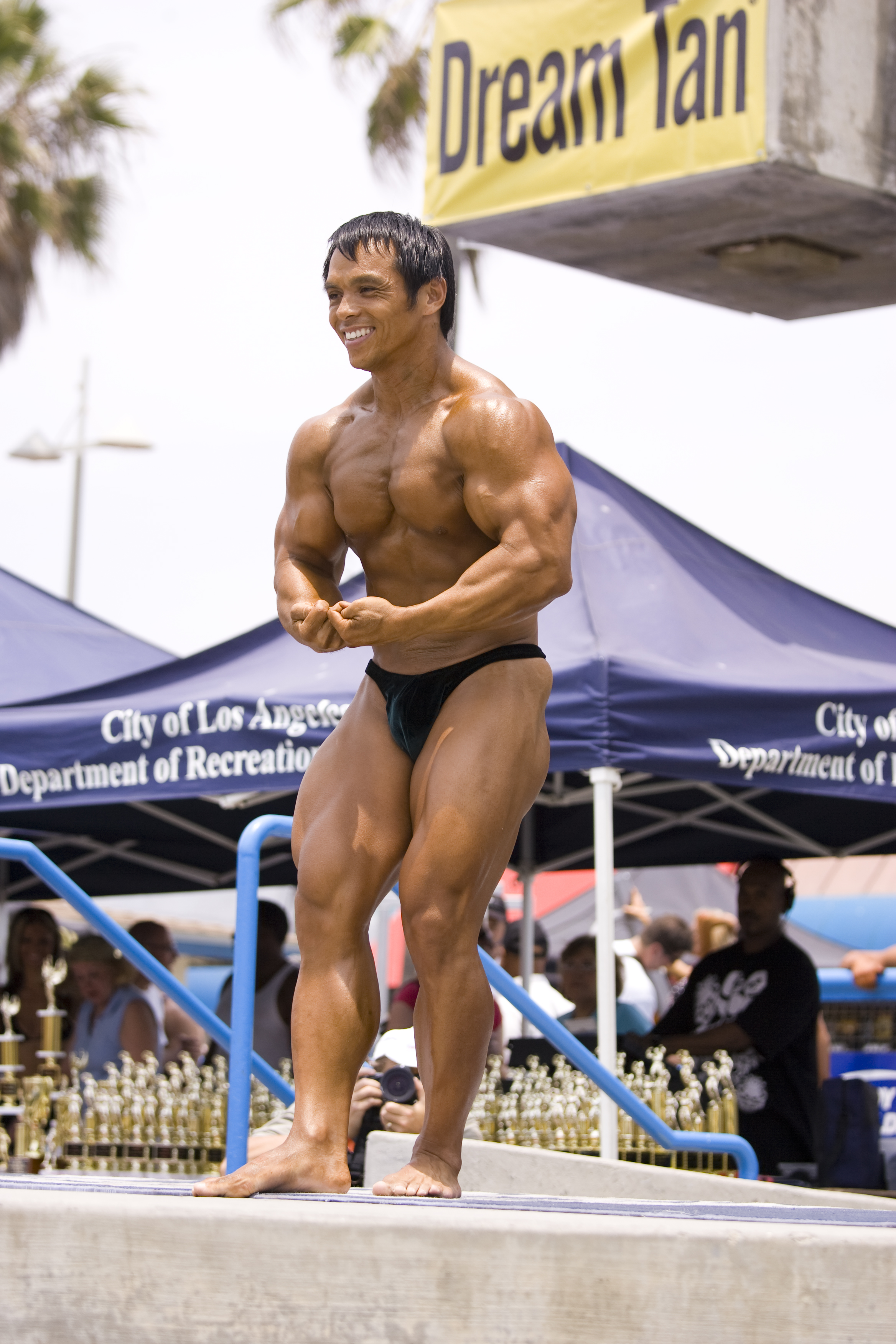
De term wordt ook gebruikt voor zeer strak uitgesneden zwembroeken

Ballenknijper is een sportterm, die kan worden gebruikt om een kledingstuk of een bepaalde misdraging binnen sport mee te duiden.

## Als kledingstuk

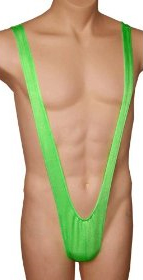
Een mankini

Een bepaalde snit zwembroeken wordt ook als ballenknijper aangeduid; het betreft hier een uiterst iel, hoog over de heupend vallend stuk zwemtextiel dat weinig anders doet dan het omvatten van de penis en het scrotum van de drager. Het in de film Borat: Cultural Learnings of America for Make Benefit Glorious Nation of Kazakhstan door de hoofdpersoon Borat Sagdiyev gedragen zwempak wordt overigens een mankini genoemd.

## Als sportmisdraging
De term ballenknijper wordt meestal gebruikt in de voetbalsport, maar komt ook in andere teamsporten als rugby en waterpolo voor. Dit duidt een speler aan die verhindert dat een tegenstander aan het spel kan deelnemen door in diens uitwendige geslachtsdelen te knijpen. Bij waterpolo is behalve knijpen ook "grijpen, trekken en draaien" een voorkomende misdraging. De overtreding wordt indien geconstateerd zwaar bestraft; ze kan leiden tot schorsing van de desbetreffende speler voor een of meerdere wedstrijden.